# 篠崎浩子
篠崎 浩子（しのざき ひろこ、1972年10月13日 - ）は、平成時代の日本の陸上競技選手。専門は砲丸投。群馬県出身。
1997年に日本女子として2人目の16m突破となる歴代2位の16m05をマークするなど、1990年代を代表する選手として活躍。群馬県立高崎商業高等学校から東京女子体育大学体育学科を卒業し、1995年の福島国体のために福島県公立高校教員に採用される。福島国体後は、群馬綜合ガードシステムに入社。

## 略歴
- 1995年、東日本実業団選手権優勝。以後、競技実施のなかった1998年をはさんで2000年まで5連覇
- 同年、福島国体で優勝
- 1997年、日本歴代2位となる16m05をマーク
- 2000年、全日本実業団選手権優勝